# The Best of Kylie Minogue
The Best of Kylie Minogue é um álbum de grandes êxitos da cantora australiana Kylie Minogue. Foi lançado em 28 de maio de 2012 pela EMI como parte do projeto em comemoração ao 25° aniversário da carreira musical da cantora, intitulado K25. Uma edição especial também foi lançada, incluindo um DVD bônus de vídeos musicais. A compilação alcançou a décima primeira posição no Reino Unido, enquanto alcançou as quarenta primeiras posições na República Checa, Irlanda, Escócia e Espanha.

## Lista de faixas
| N.º | Título                                                       | Compositor(es) | Produtor(es)                                        | Duração |  |
| 1.  | "Can't Get You Out of My Head" (de Fever, 2001)              | Cathy Dennis, Rob Davis | Dennis, Davis                                       | 3:49    |  |
| 2.  | "Spinning Around" (de Light Years, 2000)                     | Ira Shickman, Kara DioGuardi, Osborne Bingham, Paula Abdul                                                                   | Mike Spencer, Greg "Big G" Usek                     | 3:27    |  |
| 3.  | "I Should Be So Lucky" (de Kylie, 1988)                      | Mike Stock, Matt Aitken, Pete Waterman                                                                                       | Stock Aitken Waterman                               | 3:24    |  |
| 4.  | "Love at First Sight" (de Fever, 2001)                       | Kylie Minogue, Richard Stannard, Julian Gallagher, Ash Howes, Martin Harrington                                              | Stannard, Gallagher                                 | 3:57    |  |
| 5.  | "In Your Eyes" (de Fever, 2001)                              | Minogue, Stannard, Gallagher, Howes                                                                                          | Stannard, Gallagher                                 | 3:18    |  |
| 6.  | "Kids" (com Robbie Williams; de Light Years, 2000)           | Williams, Guy Chambers | Chambers, Steve Power                               | 4:18    |  |
| 7.  | "Better the Devil You Know" (de Rhythm of Love, 1990)        | Stock, Aitken, Waterman | Stock Aitken Waterman                               | 3:54    |  |
| 8.  | "All the Lovers" (de Aphrodite, 2010)                        | Jim Eliot, Mima Stilwell | Eliot, Stuart Price                                 | 3:20    |  |
| 9.  | "Give Me Just a Little More Time" (de Let's Get to It, 1991) | Edythe Wayne, Ron Dunbar | Stock, Waterman                                     | 3:06    |  |
| 10. | "Celebration" (de Greatest Hits, 1992)                       | Ronald Bell, George Brown, Robert Bell, Robert Mickens, James Taylor, Dennis Thomas, Claydes Smith, Earl Toon, Eumir Deodato | Phil Harding, Ian Curnow, Stock, Waterman           | 3:58    |  |
| 11. | "Slow" (de Body Language, 2003)                              | Minogue, Dan Carey, Emilíana Torrini                                                                                         | Torrini, Carey                                      | 3:13    |  |
| 12. | "Red Blooded Woman" (de Body Language, 2003)                 | Johnny Douglas, Karen Poole                                                                                                  | Douglas                                             | 4:22    |  |
| 13. | "I Believe in You" (de Ultimate Kylie, 2004)                 | Minogue, Jake Shears, Babydaddy                                                                                              | Shears, Babydaddy                                   | 3:19    |  |
| 14. | "On a Night Like This" (de Light Years, 2000)                | Steve Torch, Mark Taylor, Graham Stack, Brian Rawling                                                                        | Stack, Taylor                                       | 3:31    |  |
| 15. | "Confide in Me" (versão de rádio; de Kylie Minogue, 1994)    | Steve Anderson, Dave Seaman, Edward Barton                                                                                   | Brothers in Rhythm                                  | 4:26    |  |
| 16. | "Get Outta My Way" (de Aphrodite, 2010)                      | Lucas Secon, Damon Sharpe, Peter Wallevik, Daniel Davidsen, Mich Hansen                                                      | Cutfather, Wallevik, Davidsen, Sharpe, Secon, Price | 3:39    |  |
| 17. | "The Loco-Motion" (mix de 7"; de Kylie, 1988)                | Gerry Goffin, Carole King | Stock Aitken Waterman                               | 3:14    |  |
| 18. | "Tears on My Pillow" (de Enjoy Yourself, 1989)               | Sylvester Bradford, Al Lewis                                                                                                 | Stock Aitken Waterman                               | 2:30    |  |
| 19. | "Wow" (de X, 2007)                                           | Minogue, Poole, Greg Kurstin                                                                                                 | Kurstin, Poole                                      | 3:12    |  |
| 20. | "In My Arms" (de X, 2007)                                    | Minogue, Calvin Harris, Stannard, Paul Harris, Julian Peake                                                                  | C. Harris, Stannard                                 | 3:31    |  |
| 21. | "Never Too Late" (de Enjoy Yourself, 1989)                   | Stock, Aitken, Waterman | Stock Aitken Waterman                               | 3:22    |  |

## Desempenho nas tabelas musicais
| Tabela musical (2012)                    | Melhor posição |
| ---------------------------------------- | -------------- |
| Alemanha (Offizielle Deutsche Charts)    | 85             |
| Argentina (CAPIF)                        | 2              |
| Bélgica (Ultratop Flandres)              | 45             |
| Bélgica (Ultratop Valônia)               | 58             |
| Escócia (Official Scottish Albums)       | 10             |
| Espanha (PROMUSICAE)                     | 26             |
| Estados Unidos (Dance/Electronic Albums) | 13             |
| França (SNEP)                            | 69             |
| Irlanda (IRMA)                           | 22             |
| Itália (FIMI)                            | 49             |
| Japão (Oricon)                           | 76             |
| México (Top 100)                         | 44             |
| Reino Unido (Official Albums Chart)      | 11             |
| República Tcheca (ČNS IFPI)              | 22             |
| Suíça (Schweizer Hitparade)              | 63             |
| Venezuela (Recordland)                   | 15             |
| Tabela musical (2014)                    | Melhor posição |
| Austrália (ARIA)                         | 39             |